# Alloperla leonarda
Alloperla leonarda is een steenvlieg uit de familie groene steenvliegen (Chloroperlidae). De wetenschappelijke naam van de soort is voor het eerst geldig gepubliceerd in 1952 door Ricker.